# Kalba SC
El Al Ittihad Kalba Sports & Cultural Club (en árabe: نادي اتحاد كلباء الرياضي الثقافي‎), más conocido como Ittihad Kalba, es un club de fútbol de la ciudad de Kalba, Emiratos Árabes Unidos. Fue fundado en 1972 y juega sus encuentros de local en el estadio Ittihad Kalba Club. Actualmente se desempeña en la UAE Pro League, máxima categoría del fútbol del país.

## Palmarés
| Competición nacional | Títulos                                                       |
| -------------------- | ------------------------------------------------------------- |
| Segunda división (7) | 1979–80, 1988-89, 1995-96, 1998-99, 2009-10, 2011-12, 2013-14 |